# August Härter
August Härter (* 10. Juni 1886 in Pirmasens; † 7. Oktober 1968 in Buchschlag (heute zu Dreieich)) war ein deutscher Architekt und kommunaler Baubeamter.

## Leben

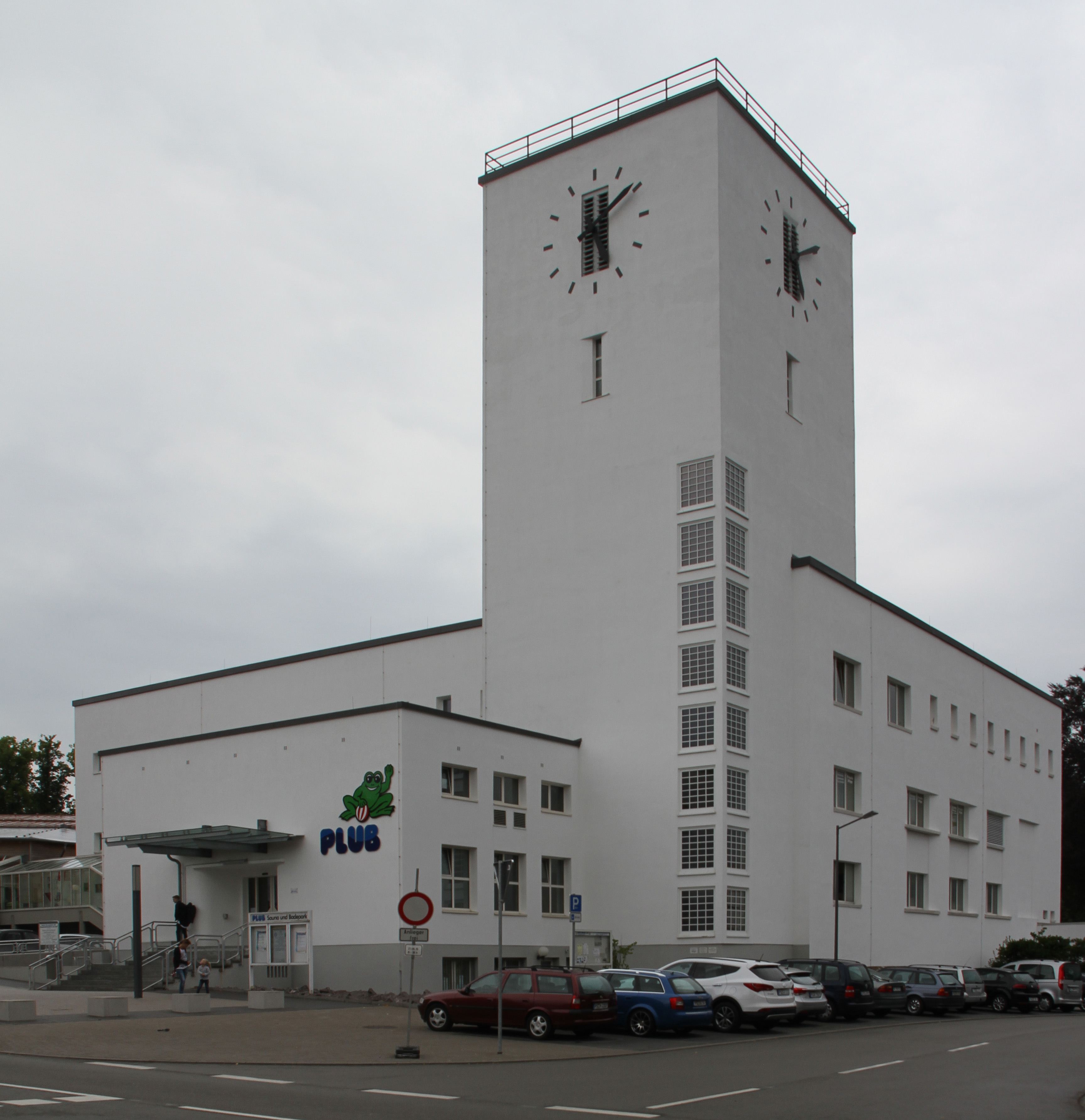
Stadtbad in Pirmasens, bedeutendster Bau Härters

Härter studierte von 1905 bis 1907 an der Staatsbauschule Stuttgart und anschließend bis 1912 an der Technische Hochschule Darmstadt. Von 1910 bis 1912 war er Mitarbeiter des Architekten und Hochschullehrers Karl Hofmann, danach bis zum Ausbruch des Ersten Weltkriegs bei dessen Kollegen Paul Meissner.
Nach Kriegsende fing Härter 1919 mit einer eigenen Stelle als Regierungsbauführer (Referendar in der öffentlichen Bauverwaltung) beim Kreis Worms an. Von 1920 bis 1924 war er Baurat in der Abteilung Hochbau und Baupolizei der Stadt Ludwigshafen. Im Jahr 1924 kehrte er als Oberbaurat in seine Heimatstadt Pirmasens zurück. In dieser Funktion war er berufsmäßiges Mitglied des Stadtrats und der Stadtverwaltung.
In Pirmasens errichtete Härter unter anderem die Landwirtschaftsschule und mehrere Wohnsiedlungen. Sein Hauptwerk war das städtische Hallen- und Freibad an der Lemberger Straße im Stil des Neuen Bauens, das Merkmale der Schiffsarchitektur aufweist. Die originale Schwimmhalle mit schließbarem Glasdach wurde beim Umbau in den 1980er Jahren zum Pirmasenser Luft- und Badepark „Plub“ entfernt, die äußeren Formen blieben aber erhalten.
Nach der Machtübernahme der NSDAP, die 1933 den Stadtrat gleichschaltete und 1934 Oberbürgermeister Otto Strobel durch politische Kaltstellung zum Rücktritt drängte, waren Härter und die anderen berufsmäßigen Mitglieder von Stadtrat und -verwaltung, der Rechtsrat Helmut Stempel und der Schulrat Rudolf Keller, die einzigen verbliebenen Nicht-Parteimitglieder an der Stadtspitze.
Im Jahr 1938 ging er als selbstständiger Architekt nach Frankfurt am Main. Er arbeitete zeitweise mit H. A. Messinger als Partner zusammen.
Auch seine beiden Söhne Wolfram (1926–2011) und Harald Härter arbeiteten als Architekten, anfangs als seine Partner.

## Werk (Auswahl)

### Bauten
- 1926–1929, 1934: Stadtbad Pirmasens (unter Denkmalschutz)[4]
- 1929–1930: Landwirtschaftsschule Pirmasens, Adam-Müller-Straße 69 (heute Ordnungsamt und Städtische Bauhilfe; unter Denkmalschutz)
- 1940–1941: Hochbunker Germaniastraße 89 in Frankfurt am Main (heute Kunstbunker und Künstlerwerkstatt; unter Denkmalschutz)
- 1948: Wohnhaus Westendstraße 47 in Frankfurt am Main (nicht erhalten)
- 1958: Verwaltungsgebäude Bockenheimer Landstraße 101 in Frankfurt am Main (zusammen mit dem Architekturbüro von Paul Schaeffer-Heyrothsberge)
- 1958: Verwaltungsgebäude Kennedyallee 115/117 in Frankfurt am Main (heute Türkisches Generalkonsulat; unter Denkmalschutz)

Außerdem schuf er Krankenhausbauten in Mainz und Köln, mehrere Gebäude für das Unternehmen Hartmann in Offenbach sowie vor und während des Zweiten Weltkriegs eine Reihe von Luftschutzbauten.

### Schriften
- 1936: Das Hallen- und Freibad der Stadt Pirmasens. In: Baumeister, 34. Jahrgang 1936, Beilage zu Heft 6 (Juni 1936), S. 113–115.